# Денмарк (Јужна Каролина)
Денмарк (енгл. Denmark) град је у америчкој савезној држави Јужна Каролина.

## Демографија
По попису из 2010. године број становника је 3.538, што је 210 (6,3%) становника више него 2000. године.
| Група             | 2000.         | 2010.         |
| Белци             | 419 (12,6%)   | 303 (8,6%)    |
| Афроамериканци    | 2.859 (85,9%) | 3.189 (90,1%) |
| Азијати           | 17 (0,5%)     | 10 (0,3%)     |
| Хиспаноамериканци | 25 (0,8%)     | 31 (0,9%)     |
| Укупно            | 3.328         | 3.538         |